# Steniodes mendica
Steniodes mendica là một loài bướm đêm trong họ Crambidae.